# Ödmjukhet
|  | Wiktionary har en ordboksartikel om ödmjuk. |

Ödmjukhet är en personlig egenskap. En ödmjuk person har en balanserad självuppfattning och är medveten om sina begränsningar.
Besläktade begrepp är frid , anspråkslöshet och respektfullhet. Varken den kristna medeltida filosofin i Augustinus tappning eller den aristoteliska dygdeetiken anser dock att ödmjukhet är en dygd.